# 창성군
창성군(昌城郡)은 평안북도 북부 지역의 압록강 중류에 있는 군이다. 창성군은 김일성 일가와 인연이 깊은 곳으로 알려져있다.

## 위치 및 지형
서북쪽의 압록강을 경계로 중국과의 국경 지대에 위치한다. 남서쪽은 삭주군, 남쪽은 대관군, 동남쪽은 동창군, 동북쪽은 벽동군에 접한다.
동남쪽은 높고 압록강 쪽으로는 점차 낮아지는 지형이다. 가파른 산악 지대가 대부분이라 경작지는 적고 숲이 많다. 강남산맥이 지나고 반덕산이 솟아 있다. 가장 높은 곳은 비래봉으로 해발 1,470m이다.
압록강 지류인 영주천과 남창천이 흐르고, 대령강 지류인 창성강도 지난다.

## 기후와 산업
내륙 지대에 위치하여 대륙성 기후를 보인다. 연평균 기온은 7.3°이고, 1월 평균 기온은 -11.6°C, 8월 평균 기온은 22°C이다. 연평균 강수량은 1,000mm이다. 그러나 산악 지대는 훨씬 춥고, 비래봉에 쌓인 눈은 5월 하순까지도 녹지 않는다. 수풍댐 근처에는 안개가 흔하다.
경작지는 전체 군 면적의 6.1%에 불과하다. 옥수수, 쌀, 땅콩, 고추, 고구마 농사를 짓고 있으며, 잠업이 널리 행해진다. 양을 많이 기르고, 목재 벌채와 산업과 약초 재배를 비롯해 금, 텅스텐, 석탄 광업도 주요 산업 중 하나이다.
김일성이 지방공업 발전의 본보기로 내세운 지역으로도 유명하다. 김일성은 1962년 8월 창성에서 열린 지방 당·경제일꾼 연석회의에서 '군의 역할을 강화하며 지방공업과 농촌경리를 더욱 발전시켜 인민생활을 훨씬 높이자'라는 연설을 했고 이 연설은 북한에서 지방공업 발전을 위한 경전처럼 여겨진다.

## 역사
| Daedongyeojido (Gyujanggak) 06-08.jpg | Daedongyeojido (Gyujanggak) 06-07.jpg |
| Daedongyeojido (Gyujanggak) 07-06.jpg | Daedongyeojido (Gyujanggak) 07-05.jpg |

일제강점기까지는 9면으로 구성되어 있었다.
1943년 수풍댐의 건설로 압록강가의 군청을 비롯하여 창성면(昌成面)·전창면(田倉面)·창주면(昌洲面)이 수몰되어 창성면(昌成面)·전창면(田倉面)·창주면(昌洲面)·우면(祐面)을 창성면(昌成面)으로 통합하고, 우면 지역으로 군청을 이전하였다.
1952년의 행정구역 재편에 의해, 동남부의 동창면·대창면·청산면이 동창군으로 분리되어 옛 창성군의 창성면· 신창면으로 구성된 창성군(1읍 18리)이 재편성되었다. 현재는 1읍 1로동자구 15리로 구성되어 있다.
조선중앙통신은 2013년 6월 14일에 김정은이 창성혁명사적관을 둘러보며 "대원수님들의 혁명 사적이 가장 많이 어려 있는 창성군을 인민의 낙원으로 더 잘 꾸려 창성땅에서 '사회주의 만세' 소리가 더 높이 울리게 해야 한다"고 강조했다고 전했다. 북한은 김형직이 1920년대 초 일제 감옥에서 출옥 후 평북 창성, 의주, 삭주 등 일대에서 반일 결사체 '조선국민회' 지하조직을 복구했다고 선전하고 있다. 또, 1950년대 말 6·25전쟁 당시 북상하는 유엔군에 밀려 평안북도의 깊은 산골로 후퇴했던 김일성이 그해 10월께 창성군 창골 지역의 농가에 한동안 머물렀던 적이 있다. 뒤이어, 조선중앙통신은 김일성은 108차례, 김정일은 60차례나 창성군을 방문했다고 밝혔다.

## 교통
창성군은 교통이 불편한 지역에 속하며, 철도가 지나지 않는다. 주요 교통로는 인접한 삭주군, 동창군, 벽동군으로 연결되는 도로 교통이다. 압록강 내륙 수운도 이용된다.

## 행정 구역
현재 창성군에는 1읍, 1구, 15리가 있다.
| - 창성읍(昌城邑) - 유전로동자구(楡田勞動者區) - 금야리(錦野里) - 옥포리(玉浦里) - 달산리(達山里) - 의산리(義山里) - 인산리(仁山里) - 약수리(藥水里) - 봉천리(峯川里) | - 유평리(楡坪里) - 어신리(於新里) - 신평리(新坪里) - 락성리(洛城里) - 연풍리(鉛豐里) - 풍덕리(豐德里) - 회덕리(檜德里) - 완풍리(完豐里) |

## 같이 보기
- 조선민주주의인민공화국의 지리
- 조선민주주의인민공화국의 행정 구역